# Boone (Colorado)
Boone es un pueblo ubicado en el condado de Pueblo en el estado estadounidense de Colorado. En el Censo de 2010 tenía una población de 339 habitantes y una densidad poblacional de 351,85 personas por km².

## Geografía
Boone se encuentra ubicado en las coordenadas 38°15′2″N 104°15′39″O / 38.25056, -104.26083. Según la Oficina del Censo de los Estados Unidos, Boone tiene una superficie total de 0.96 km², de la cual 0.94 km² corresponden a tierra firme y (2.69%) 0.03 km² es agua.

## Demografía
Según el censo de 2010, había 339 personas residiendo en Boone. La densidad de población era de 351,85 hab./km². De los 339 habitantes, Boone estaba compuesto por el 88.5% blancos, el 0.59% eran afroamericanos, el 1.18% eran amerindios, el 0% eran asiáticos, el 0% eran isleños del Pacífico, el 6.19% eran de otras razas y el 3.54% pertenecían a dos o más razas. Del total de la población el 27.43% eran hispanos o latinos de cualquier raza.